# Wybory parlamentarne w Holandii w 1946 roku

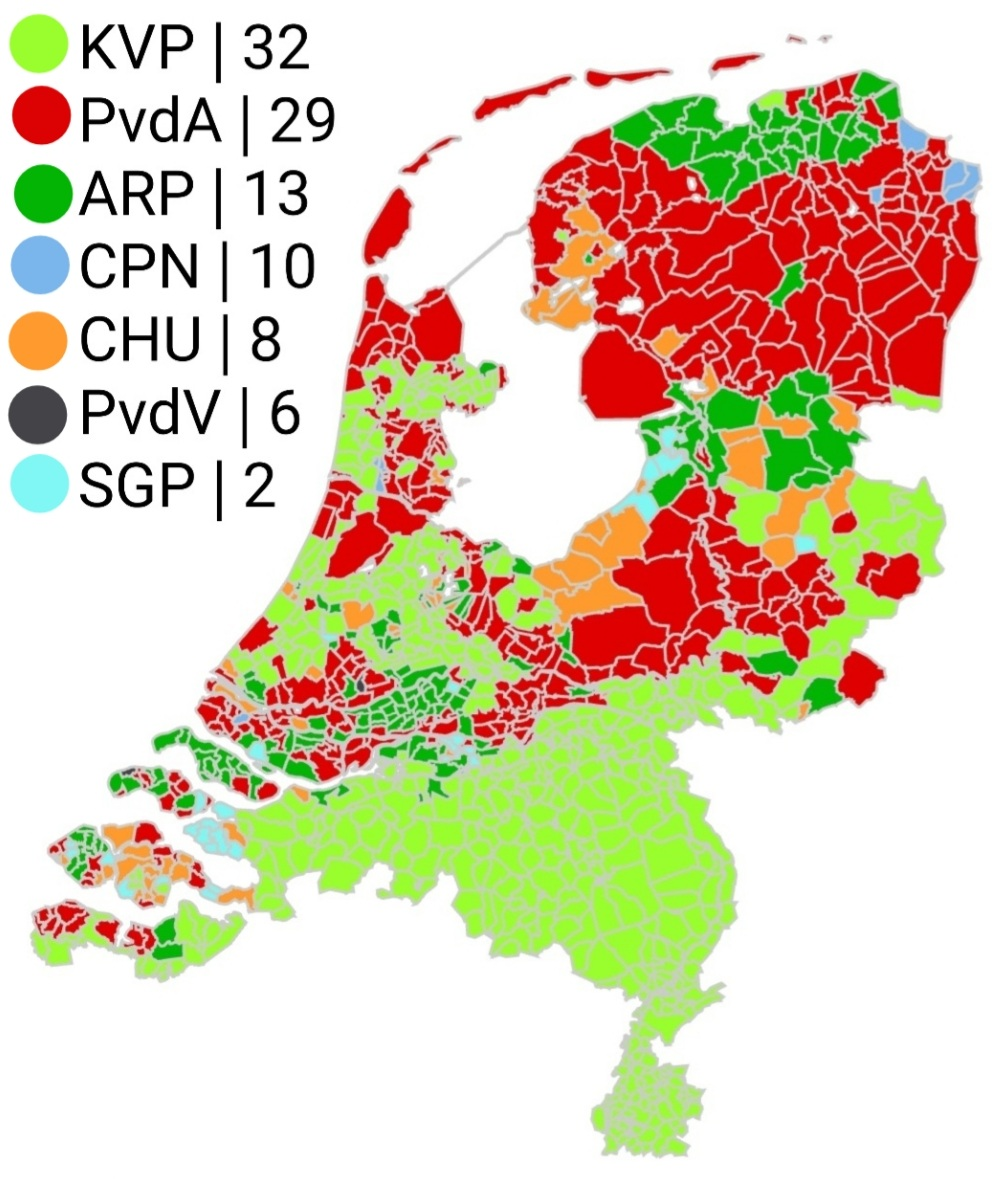
Wyniki wyborów na mapie holandii

Wybory parlamentarne w Holandii w roku 1946 – wybory, w których obywatele Holandii w drodze głosowania wybrali swoich przedstawicieli w parlamencie. Do zdobycia w 1946 roku było 100 mandatów. Wyniki przedstawiały się następująco:
- Partia Pracy - 29 mandatów
- Katolicka Partia Ludowa - 32 mandaty
- Partia Antyrewolucyjna - 13 mandatów
- Unia Historycznych Chrześcijan - 8 mandatów
- Partia Ludowa dla Wolności i Demokracji - 6 mandatów
- Komunistyczna Partia Holandii - 10 mandatów
- Zreformowana Partia Polityczna - 2 mandaty

Po wyborach została utworzona koalicja katolików i socjalistów. Premierem został Louis Beel (katolik).